# San Fernando, Trinidad và Tobago
Thành phố San Fernando là một trong ba thành phố lớn của Trinidad và Tobago, là đô thị lớn thứ hai. Thành phố có diện tịch 18 km² và nằm ở phía tây nam của đảo Trinidad. Nó giáp sông Guaracara về phía bắc, giáp sông Oropouche về phía nam, giáp quốc lộ Sir Solomon Hochoy về phía đông, và vịnh Paria về phía tây. Dân số ước tính năm 2000 là 62.000 người. Đô thị San Fernando được nâng cấp thành thành phố ngày 18 tháng 11 năm 1988. Khẩu hiệu của San Fernando là: "Sanitas Fortis" - Trong một môi trường lành mạnh chúng ta sẽ tìm thấy sức mạnh.